# Erika Mészáros
Dans le nom hongrois Mészáros Erika, le nom de famille précède le prénom, mais cet article utilise l’ordre habituel en français Erika Mészáros, où le prénom précède le nom.
Erika Mészáros, née le 24 juin 1966 à Budapest, est une kayakiste hongroise.

## Carrière
Erika Mészáros participe aux Jeux olympiques de 1988 à Séoul ; elle y remporte la médaille d'argent en K-4 500 mètres et termine quatrième en K-2 500 mètres avec Éva Rakusz. Elle remporte la médaille d'or en K-4 500 mètres aux Jeux olympiques de 1992 à Barcelone, et se classe neuvième de cette épreuve aux Jeux olympiques de 1996 à Atlanta.

## Famille
Elle est la fille du kayakiste György Mészáros.